# Тарасовская (Бабаевский район)
Тара́совская (вепс. Vas'kinad) — деревня в Бабаевском районе Вологодской области России.
Входит в состав Пяжозерского сельского поселения, с точки зрения административно-территориального деления — в Пяжозерский сельсовет.
Расстояние по автодороге до районного центра Бабаево — 120 км, до центра муниципального образования посёлка Пяжелка — 19 км. Ближайшие населённые пункты — Алексеевская, Григорьевская, Красная Гора, Макарьевская, Никитинская, Погорелая, Яковлевская.
По переписи 2002 года население — 7 человек (четверо — русские, трое — вепсы).